# Licha undilinealis
Licha undilinealis là một loài bướm đêm trong họ Noctuidae.